# Halcurias sudanensis
Halcurias sudanensis är en havsanemonart som beskrevs av Riemann-Zürneck 1983. Halcurias sudanensis ingår i släktet Halcurias och familjen Halcuriidae. Inga underarter finns listade i Catalogue of Life.